# Hungerkost-Erlaß

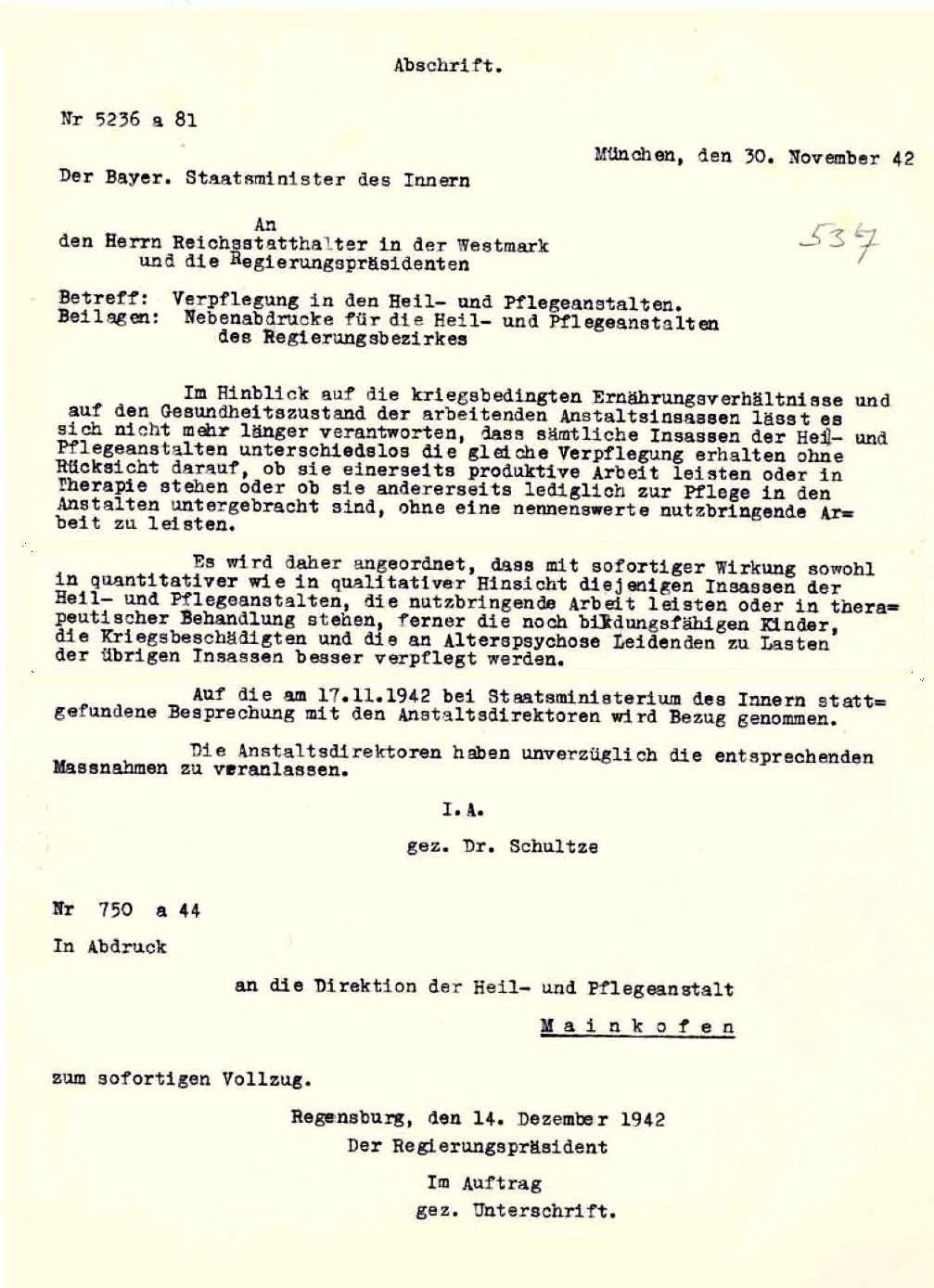
Erlaß des Bayerischen Staatsministers des Inneren vom 30. November 1942

Der Hungerkost-Erlaß des Bayerischen Staatsministers des Inneren vom 30. November 1942 schloss an die Einstellung der Aktion T4 an. Die Kost psychiatrischer Patienten, die insbesondere nicht mehr arbeitsfähig waren, wurde infolgedessen so weit reduziert, dass nach drei Monaten mit ihrem Tod zu rechnen war. Der Erlass führte zum Tod vieler tausender Psychiatrie-Patienten in Bayern.
Unterzeichnet wurde der Erlass von Walter Schultze, der von 1933 bis 1945 als Ministerialdirektor die Abteilung Gesundheitswesen im Bayerischen Innenministerium leitete. Schultze war außerdem von 1935 bis 1944 als „Reichsdozentenführer“ Leiter des Nationalsozialistischen Deutschen Dozentenbundes (NSDDB).
Nach heutigem Kenntnisstand ist der von Schultze unterzeichnete Erlass gleichzeitig „eine Art nachträglicher Rechtfertigung für Handlungsweisen […], die schon längst praktiziert wurden“ und die „Anordnung von neuen und brutaleren Maßnahmen, die aber in dem Erlaß selbst nicht angesprochen sind, im Grunde also […] ein Dokument der Tarnung und Verschleierung.“ Der Direktor der Heil- und Pflegeanstalt Kaufbeuren, Valentin Faltlhauser, hatte bereits 1941 die Einschränkung der Kost der nichtarbeitsfähigen Patienten angeordnet. Seit August 1942 ließ Faltlhauser arbeitsunfähigen Patienten eine völlig fettlose „Sonderkost“ verabreichen, die Kranken starben innerhalb von drei Monaten an Hungerödemen. Faltlhauser referierte über seine Erfahrungen bei einer Konferenz der Anstaltsdirektoren mit Schultze am 17. November 1942, auf die im „Hungererlass“ Bezug genommen wird. Spätere Aussagen der Sitzungsteilnehmer sind widersprüchlich; ein Anwesender sah den Versuch, „eine andere Art der Krankenbeseitigung zu finden“, nachdem die Aktion T4 in ihrer bisherigen Form im August 1941 eingestellt worden war. 